# جائزة فلم فير لأفضل ممثلة
جائزة فيلم فير لأفضل ممثلة (Filmfare Award for Best Actress) هي جائزة سنوية تعطى من مجلة فيلم فير كجزء من جوائزها الفنية لأفضل الإنجازات البوليوودية الهندية السنوية منذ سنة 1954، لمكافأة أفضل ممثلة متميزة.
تمثل هذه الصفحة الفائزين في جوائز فيلم فير لأفضل ممثلة من مجلة فيلم فير منذ عام 1954.

## المجموع
| الرقم قياسي                                     | الممثل               | عدد الجوائز                    |
| ----------------------------------------------- | -------------------- | ------------------------------ |
| أكثر الفائزات بالجائزة                          | نوتان بيهل, كاجول    | 5 جوائز                        |
| أكثر الممثثلات ترشيحا                           | مادهوري ديكسيت       | 14 ترشيحا                      |
| الممثلة الحاصلة على جميع الترشيحات في سنة واحدة | مينا كوماري (1963)   | الممثلة الوحيدة التي حققت ذلك. |
| أكثر ممثلة ترشيحا في سنة واحدة                  | شبانة عزمي (1984)    | 4                              |
| أكثر من ترشحت كل سنة على التوالي                | مادهوري ديكسيت       | 10                             |
| أكثر ممثلة ترشيحا دون الفوز على الإطلاق         | تابو                 | 5                              |
| أقدم فائزة                                      | نوتان بيهل (1979)    | 42                             |
| أقدم ممثلة ترشيحا                               | شارملا طاغور (2006)  | 61                             |
| أصغر فائزة                                      | ديمبل كاباديا (1974) | 16                             |
| أصغر ممثلة ترشيحا                               | ديمبل كاباديا (1974) | 16                             |

## الترشحات
14:مدهوري دكشيت

12:مينا كوماري

11:هيما ماليني

10:كاجول

9:شبانة عزمي-اشواريا راي-شريديفي

8:جايا باتشن-راكهي غولزار-راني موخرجي

7:نوتان-ريخا-كارينا كابور-فيديا بالان

6:جوهي تشاولا

5:تابو-برتي زنتا-دبيكا بادكون-برينكا شوبرا

4:كارشما كابور-مالا سينها-وحيدة رحمن-سايرا بانو-دمبل كابديا-سميتا باتيل-مانيشا كويرالا-اورملا ماتنكر-شارملا طاغور-فيجانتيمالا

3:جايا باردا

2:نرجس-اشا بركاش-سونام كابور-سوشيترا سين-رينا روي-بادميني كولهابوري-زينات امان-ميناكشي شيشادري-اميشا باتيل-بيباشا باسو-سادهانا-انوشكا شارما-كاترينا كيف-بارنتي شوبرا-راتي اغنوهتري

## أكثر من حصل
5:نوتان-كاجول

4:مدهوري دكشيت-مينا كوماري

3:فيجانتمالا-شبانة عزمي-فيديا بالان-جايا باتشن

2:اشواريا راي-ريخا-شريديفي-راني موخرجي-دمبل كابديا-كارشما كابور-وحيدة رحمن

1:نرجس-هيما ماليني-راكهي غولزار-كارينا كابور-جوهي تشاولا-برتي زنتا-دبيكا بادكون-برينكا شوبرا-سميتا باتيل-شارملا طاغور-اشا بركاش-بادمني كولهابوري-كاميني كوشال-بينا راي-ممتاز-لاكشمي-كانغانا روانت

## الفائزات
نوتان1955-1958-1962-1966-1977

كاجول1995-1998-2001-2006-2010

مدهوري دكشيت1990-1992-1994-1997

مينا كوماري1953-1954-1963-1966<br
```
فيديا بالان2009-2011-2012
```

فيجينتمالا1958-1961-1964

كارشما كابور1996-2000

ريخا1980-1988

راني موخرجي2004-2005

اشواريا راي باتشن1999-2002

شريديفي1989-1991

دمبل كابديا1973-1985

وحيدةرحمن 1965-1967

كارينا كابور خان 2007
جوهي تشاولا 1993
برتي زنتا2003

راكهي غولزار1976

هيما ماليني1972

سميتا باتيل1981

بادميني كولهابوري1982

اشا بركاش1970

نرجس1957

شارملا طاغور1969

كاميني كوشال1955

بينا راي1960

ممتاز1970

لاكشمي1975

كانغانا راوانت2014
ديبيكا بادكون 2013 و2015
بريانكا شوبرا 2008